# اسپلدینگ (ساسکاچوان)
اسپلدینگ (به انگلیسی: Spalding) یک منطقهٔ مسکونی در کانادا است که در Spalding No. 368, Saskatchewan واقع شده‌است.